# Liquiçá
Liquiçá (Likisá, nella lingua Tetum) è una città costiera di Timor Est, 32 km ad ovest dalla capitale Dili. 
È la capitale dell'omonimo distretto, nella parte occidentale del paese. 
Ha una popolazione di 5.005 abitanti (2015). La maggior parte degli abitanti parlano il Tocodede.

## Geografia fisica

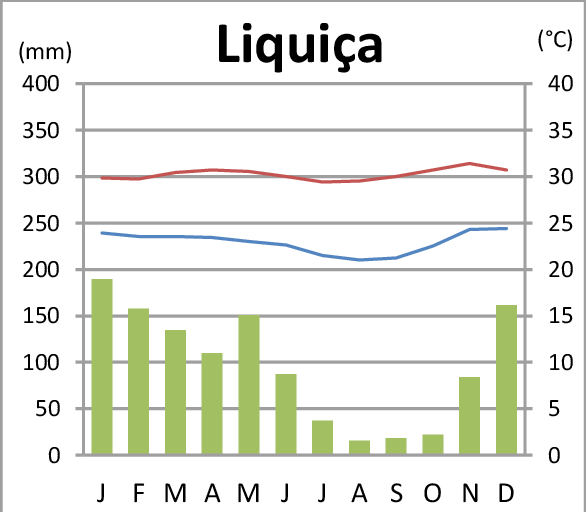
Clima a Liquiçá

Liquiçá è situata sulla costa dello Stretto di Ombai, un'estensione del Mare di Savu, ad un'altitudine di 87 m. 
La maggior parte dell'anno, il clima a Liquiçá è caldo con umidità elevata, però con poca pioggia. La stagione delle piogge va da novembre a aprile. La temperatura massima è di 32,5 °C in novembre, la minima di 22,4 °C in luglio.

## Storia
Il 6 aprile 1999, circa 200 persone sono state uccise nel Massacro della Chiesa di Liquiçá in seguito alla campagna di intimidazione e violenza che ha preceduto il referendum per l'indipendenza di Timor Est dall'Indonesia. I miliziani del Besi Merah Putih, sostenuti da soldati e poliziotti indonesiani, hanno attaccato la chiesa. 
Durante il referendum sull'indipendenza, la maggior parte degli edifici della città sono stati distrutti. Rimangono solo pochi edifici d'epoca portoghese e indonesiani. 
A partire dal 1999, divenne la sede del distretto della polizia internazionale, assegnato lì da UNTAET, sotto le Nazioni Unite.